# Intendente de la provincia de Tacna
El intendente de la provincia de Tacna, o simplemente intendente de Tacna, fue la autoridad responsable del gobierno y administración de la provincia de Tacna, Chile, existente entre 1884 y 1929. Este cargo tuvo asiento en la ciudad de Tacna.

## Antecedentes
Previo a la creación de la provincia chilena, en 1884, el territorio de Tacna fue gobernado por una jefatura política y militar, tras la ocupación. Eusebio Lillo, quien es el autor de la letra del himno nacional de Chile, fue el jefe político de Tacna entre 1880 y 1882.
Al pasar el territorio del departamento de Tacna al Perú, como consecuencia del Tratado de Lima, el 28 de agosto de 1929 el cargo y la provincia son suprimidas.

## Intendentes
Esta lista solo incluye aquellos que se hayan desempeñado de manera titular, exceptuando el coronel Arrate, el teniente coronel Beytía y el general Salvador Vergara Álvarez, que ejercieron el cargo por fuerza mayor.
| Imagen | Nombre                        | Período                                         |
| ------ | ----------------------------- | ----------------------------------------------- |
|        | Manuel José Soffía            | 26 de enero de 1884 - agosto de 1886            |
|        | Alejandro Fierro              | 1 de diciembre de 1886 - 14 de octubre de 1888  |
|        | Zenón Freire Caldera          | Marzo de 1890 - 12 de noviembre de 1890         |
|        | Guillermo Blest Gana          | 12 de noviembre de 1890 - 2 de abril de 1891    |
|        | Coronel Miguel Arrate         | 2 de abril de 1891 - 6 de abril de 1891         |
|        | Ramón E. Vega                 | Abril de 1891 - septiembre de 1891              |
|        | Liborio Manterola             | Septiembre de 1891 - octubre de 1891            |
|        | Antonio Edwards               | Octubre de 1891 - 29 de septiembre de 1894      |
|        | Vicente Prieto Puelma         | Enero de 1895 - 15 de diciembre de 1897         |
|        | Rafael Puelma                 | 26 de enero de 1898 - 28 de febrero de 1898     |
|        | Teniente coronel David Beytía | 28 de febrero de 1898 - 26 de agosto de 1898    |
|        | Manuel Francisco Palacios     | 26 de agosto de 1898 - 13 de septiembre de 1901 |
|        | Antonio Subercaseaux          | 25 de octubre de 1901 - enero de 1904           |
|        | Máximo R. Lira                | Enero de 1904 - 31 de diciembre de 1912         |
|        | Eduardo Orrego Ovalle         | 21 de abril de 1913 - 7 de agosto de 1918       |
|        | Fernando Edwards G.           | 8 de julio de 1918 - 24 de febrero de 1921      |
|        | Luis Barceló Lira             | 24 de febrero de 1921 - ¿?                      |